# Lipingo
Lipingo ist ein Verwaltungsbezirk (Ward) des Distrikts Nyasa in der tansanischen Region Ruvuma.

## Geografie
Lipingo liegt im Südwesten von Tansania am Malawisee. Das Land steigt vom Seeufer, das auf etwa 470 Meter Seehöhe liegt, noch Nordosten auf über 1400 Meter an. Ein wichtiger Fluss ist der Lwika.
Der Bezirk grenzt im Nordwesten an Liuli, im Nordosten an Mapera, Kambarage und Mkalanga, die alle drei zum Distrikt Mbinga gehören. Im Südosten grenzt Lipingo an Mbamba Bay und im Südwesten an den Malawisee. Bei der Volkszählung 2022 lebten 10.743 Menschen in 2449 Haushalten auf einer Fläche von 101 Quadratkilometern.

## Gliederung
Der Bezirk besteht aus drei Gemeinden (Mtaa) mit 17 Orten (Kitongoji):
| Lipingo - Matiri - Lipingo Kati - Mwanjela - Kagera - Mapendo - Dalabani - Mpingi | Lundo - Nyerere - Kawawa - Ngwenya - Mtengule A - Mtengule B | Ngindo - Zambia - Kagera - Chimalilo - Songea - Mbeya |

## Infrastruktur
- Bildung: Die Lundo Secondary School ist eine staatliche weiterführende Tagesschule, die Jugendliche bis zur 4. Stufe ausbildet.[8]
- Gesundheit: In der Gemeinde Lipingo befindet sich eine private,[9] in Lundo eine staatliche Apotheke.[10]